# Aéroport de Kalabaidh
L'Aéroport de Kalabaidh (ICAO: HCKB), aussi appelé Aéroport de Kalabaydh, est un aérodrome situé dans la localité de Kalabaydh, au Somaliland. Elle comporte une piste d'une longueur de 1,8 km en terre[réf. nécessaire].

## Situation
| Berbera Burao Hargeisa Borama Erigavo Las Anod Kalabaydh Ismail Mire |